# Lumbrineris pseudobifilaris
Lumbrineris pseudobifilaris är en ringmaskart som beskrevs av Fauvel 1932. Lumbrineris pseudobifilaris ingår i släktet Lumbrineris och familjen Lumbrineridae. Inga underarter finns listade i Catalogue of Life.